# Сан-П'єтро-ді-Фелетто
Сан-П'єтро-ді-Фелетто (італ. San Pietro di Feletto, вен. San Piero de Fełeto) — муніципалітет в Італії, у регіоні Венето, провінція Тревізо.
Сан-П'єтро-ді-Фелетто розташований на відстані близько 450 км на північ від Рима, 60 км на північ від Венеції, 30 км на північ від Тревізо.
Населення — 5334 особи (2014).

## Демографія
Населення за роками:

Станом на 1 січня 2023 року в муніципалітеті офіційно проживав 161 іноземець з 33 країн, серед них 57 громадян країн Євросоюзу та 15 громадян України.

## Сусідні муніципалітети
- Конельяно
- Рефронтоло
- Сузегана
- Тарцо
- Вітторіо-Венето